# Корж Олександр Юхимович
Олекса́ндр Юхи́мович Ко́рж або Олелько Корж (16 (29) березня 1903, Огульці, Харківська губернія, Російська імперія  — 18 квітня 1984, Таврове, Бєлгородська область, РРФСР, СРСР) — український поет, письменник, митець, мемуарист. Один з перших з українських письменників, який порушив тему Голодомору 1932—1933 років.

## Біографія
Народився 16 (29) березня 1903 року в селі Огульці в селянській родині. Походив зі старовинного козацького роду, який переселився на Слобожанщину в XVII столітті. Виховувався у родині селянина середніх достатків. Його батько Юхим Якович, працював на залізниці.
У ранньому віці формувався під враженням Олександра Пушкіна. Перші твори написав у 14 років. Літературний критик Володимир Коряк в Люботині, під час прибуття на літературний вечір з групою письменників та акторів побачив талант Олександра Коржа, який після цього забирає його з собою до Харкова. Олександр Корж працює в Літературному комітеті, знайомиться з рядом письменників «Червоного Ренесансу». Дебютує поезією «Лани» в часописі «Селянський будинок» у 1920 році. Через знайомство з Михайлом Семенком на його поезії позначається футуристичний вплив. Збірка поезій «Флюгер» під цим жанром так і не надрукована через складну фінансову ситуацію, та відсутність Михайла Семенка у Харкові.
Восени 1920 року починає ходити на педагогічні курси ім. Г. Сковороди. У цей час публікується в газеті «Вісті», журналах «Шляхи мистецтва», «Червоний шлях», альманахах «Жовтень», «Зори грядущего», «Гарт» та інші, вступає у лави літературної організації «Гарт». Знайомиться з Василем Блакитним, Володимиром Сосюрою, Гордієм Коцюбою, Миколою Хвильовим, Костем Гордієнком та іншими. Після закінчення курсів працює літературним редактором у газеті «Вісті», а потім в журналі «Всесвіт», де публікує свої вірші та оповідання. У 1926 році виходить перша збірка поезій «Борть». У 1927 році вступає до футуристичної групи митців «Нової генерації».
Крім поезії («Славлю травину», «Хоробрий товариш», «Футуристи в атаку на зеленого змія» тощо), в цей час публікує першу частину роману у віршах «Колгосп» («Попіл трьох»). З часом визнав, що футуризм справив негативний вплив на його творчість. Після ліквідації «Нової генерації» Олександр Корж працює в харківських газетах, видає збірку оповідань «Із степу» у 1930 році, друкується в періодичних виданнях. Під час репресій виїжджає на село. З 1932 по 1939 роки працює над поемою «Пушкін».
У цей час одружується з Наталею Пилипівною, у 1938 році народжується їх перший син Юліан. Починає працювати вчителем малювання.

### Друга світова війна

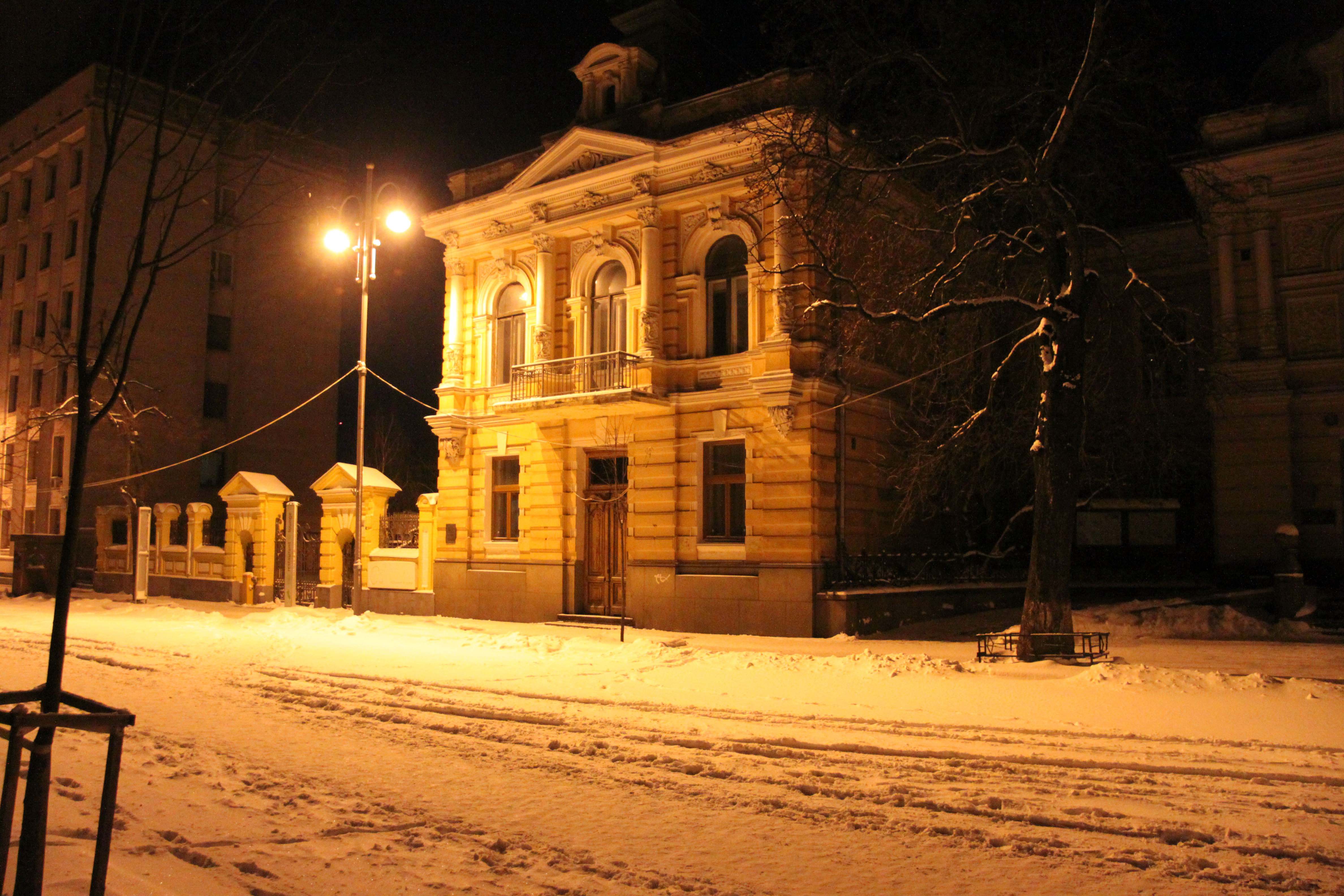
Маєток С. Лібермана, Банкова вул., 2, Київ. Резиденція «Спілки письменників України»

Під час німецької окупації села Олександр Корж за публікацію в газеті «Більшовик Валківщини» антинацистського вірша заарештований поліцією. Через загрозу відправлення у концтабір співпрацює з окупаційною газетою «Нова Україна».
1943 року Корж разом із сім'єю виїхав до Львова, де брав участь в літературному та мистецькому процесах. В 1944 році у «Нових днях»[уточнити] був опублікований його твір «Степова доля», один із перших українських творів про голодомор 1932—1933 років в УСРР. Виступив з антисталінською інвективою («Зимовий псалом»).
З приходом радянських військ працює художником. Прийнятий до Спілки художників, виконує обов'язки відповідального секретаря Спілки. Згодом за доносом отримав вирок «зрадник батьківщини». Краєзнавець Іван Лисенко називав причетним до арешту Коржа голову сільської ради Василя Антоненка, який був близьким знайомим поета. Відправлений на п'ять років до «сталінських таборів». Під час яких створив «Уральський зошит».
У кінці 1955 року вийшов на свободу. Впродовж 1957—1959 років здійснив другу редакцію поеми «Пушкін», створив збірку поезій «Зазимки», пише поезію та велику поему «Євмен Чагай». Розпочинає мемуаристику.
Як художник найбільше малює у жанрі графіки. Серед яких портрети Михайла Лермонтова, Григорія Сковороди, українських письменників Степана Тудора, Євгена Маланюка, Володимира Лучука, створює екслібриси.
За весь час життя Олександра Коржа Спілка письменників України не подала запиту до реабілітації.
Помер 16 квітня 1984 року, на 82 році життя в Тавровому (Бєлгородська область, РРФСР). Похований на місцевому кладовищі.

## Твори
- Шуміти прошу листя. Вибране. К., 2006.